# Faust et Méphistophélès
 (juillet 2025).
Pour plus de détails, voir Fiche technique et Distribution.
Faust et Méphistophélès est un film français réalisé par Alice Guy en 1903.

## Argument
Évocation de différents tableaux de l'opéra Faust de Charles Gounod créé à Paris le 19 mars 1859.

## Analyse
Le film dure 2 minutes en tout : chaque tableau est donc évoqué de façon très elliptique.

La rencontre avec le démon, sa promesse de jeunesse retrouvée et la signature du pacte est la partie la plus développée du livret dont s'inspire le film, et est un prétexte à l'insertion de nombreux trucages : apparition de Méphistophélès et transformation du vieux barbon - Faust - en jeune premier.

## Fiche technique
- Titre : Faust et Méphistophélès
- Réalisation : Alice Guy
- Société de production : Société L. Gaumont et compagnie
- Pays d'origine :  France
- Genre : Adaptation d'opéra
- Durée : 2 minutes
- Dates de sortie : 1903
- Licence : Domaine public